# 곽대홍
곽대홍(郭大洪, 1956년 1월 23일 ~ )은 대한민국의 성우이다. 1982년 MBC 8기 공채 성우로 데뷔하였다.

## 출연작품

### 방송
- 머털도사(MBC)
- 컴퓨터형사 가제트(MBC) - 콤비 반장
- 톰소여의 모험(MBC)
- 꽃님이네 집(MBC)
- 장독대(MBC)
- 다큐멘터리 드라마 격동 50년(MBC) - 노태우
- 사랑의 계절(MBC)
- 마지막 유니콘(SBS)
- 날아라 번개호(SBS)
- 슈퍼 그랑죠(SBS) - 데빌 자이언트,매직쿤
- 유령대소동(MBC)
- 우주탐사 2100년(MBC)
- 피터팬의 모험(MBC)
- 내일은 야구왕(MBC)
- 감바의 모험(MBC)
- 메칸더V(MBC)

### 영화
- 언터처블(MBC) - 조지(브레드 셜리반)
- 킥 복서(SBS) - 통포(미셀 퀴시)
- 인터폴 특명(SBS) - 요원
- 은빛 안장(MBC) - 가 린차의 부하(쥬앙 고메즈)
- 더 맨 (MBC) - 남성(레이 틸)
- 레비아탄 (MBC) - 조종사(래리 돌긴)
- 다저스 몽키(MBC) - 찰리(빅터 아고)
- 리썰 웨폰 3(MBC) - 데릴의 아버지(대니 레이)
- 디어 헌터(MBC)
- 독고구검(MBC)
- 프렌지(MBC)
- 죽음의 표적(SBS)
- 사랑의 교실(MBC)
- 용적심(SBS)
- 프렌치 키스(SBS)
- 썬더하트(MBC)
- 모험왕(MBC)
- 사랑의 블랙홀(MBC)
- 나이아가라 연쇄 살인사건(MBC)
- 패신저 57(MBC)
- 홍콩 미스터리(MBC)
- 종착역(MBC)
- 아메리칸 코만도(SBS)
- 여인의 향기(MBC)

### 방송 출연
- MBC 뉴스데스크(MBC)
- 토크쇼 임성훈과 함께(MBC)

## 같이 보기
- 문화방송 성우극회